# Astrocasia neurocarpa
Astrocasia neurocarpa là một loài thực vật có hoa trong họ Diệp hạ châu. Loài này được (Müll.Arg.) I.M.Johnst. ex Standl. mô tả khoa học đầu tiên năm 1927.